# Ле Стрейндж, Анкарет, 7-я баронесса Стрейндж из Блэкмера
Анкарет ле Стрейндж (англ. Ankaret le Strange; приблизительно 1361 — 1 июня 1413) — английская аристократка, 7-я баронесса Стрейндж из Блэкмера в своём праве (suo jure) с 1383 года. Дочь Джона ле Стрейнджа, 4-го барона Стрейнджа из Блэкмера, и Мэри Фицалан. Унаследовала семейные владения и права на баронский титул после смерти девятилетней племянницы Элизабет ле Стрейндж. Дважды была замужем — с 1383 года за Ричардом Толботом, 4-м бароном Толботом, с 1401 года за Томасом Невиллом, 5-м бароном Фёрниволлом. Ричард благодаря этому браку вызывался в парламент как лорд Толбот из Блэкмера. В первом браке родились:
- Анна (умерла в 1441), жена Хью де Куртене, 12-го графа Девона[2];
- Ричард;
- Мэри (умерла в 1433), жена сэра Томаса Грина[3];
- Гилберт (1383—1418), 5-й барон Толбот[4];
- Джон (1390—1453), 1-й граф Шрусбери[5].

Во втором браке родилась дочь Джоан (примерно 1402—1433), жена сэра Хью Кокси.